# Beaucouzé
Beaucouzé – miejscowość i gmina we Francji, w regionie Kraj Loary, w departamencie Maine i Loara.
Według danych na rok 2010 gminę zamieszkiwało 4 938 osób, a gęstość zaludnienia wynosiła 255 osób/km² (wśród 1504 gmin Kraju Loary Beaucouzé plasuje się na 577. miejscu pod względem powierzchni 577.).